# 6419 Susono
6419 Susono eller 1993 XX är en asteroid i huvudbältet som upptäcktes den 7 december 1993 av de båda japanska astronomerna Toshimasa Furuta och Makio Akiyama vid Susono-observatoriet. Den är uppkallad efter den japanska staden Susono.
Asteroiden har en diameter på ungefär 16 kilometer.